# La Messe de l'athée
Pour les articles homonymes, voir Adieu.
La Messe de l'athée est une courte nouvelle d’Honoré de Balzac parue en 1836 dans La Chronique de Paris. 

## Historique du texte
Dans une lettre à Madame Hanska du 18 janvier 1836, Balzac affirme que cette nouvelle a été « conçue, écrite et imprimée en une seule nuit ».
Elle fut ensuite publiée en volume au tome XII des Études philosophiques en 1837 chez Delloy et Lecou, avec une dédicace à son ami Auguste Borget, peintre, puis au tome X des Scènes de la vie parisienne de l’édition Furne de La Comédie humaine en 1844, entre Facino Cane et Sarrasine. Dans le Furne corrigé de 1845, le texte est placé dans les Scènes de la vie privée entre Pierre Grassou et L'Interdiction.

## Résumé
Le chirurgien Desplein, maître d’Horace Bianchon (le médecin le plus récurrent de La Comédie humaine), est présenté pour la première fois. Il sera encore maintes fois cité, notamment dans Illusions perdues et La Rabouilleuse. Ce personnage fondamentalement honnête, violent dans son athéisme déclaré, croyant fanatique dans la science, et uniquement en elle, cache un secret que son élève découvre par hasard. Bianchon surprend Desplein en train d’écouter une messe dans l’église Saint-Sulpice. Intrigué par la conduite de son maître, contraire aux idées qu’il professe, Bianchon se livre à une véritable surveillance du chirurgien jusqu’au jour où, ayant vérifié que Desplein assiste quatre fois l'an à une messe, Bianchon lui demande franchement des explications.

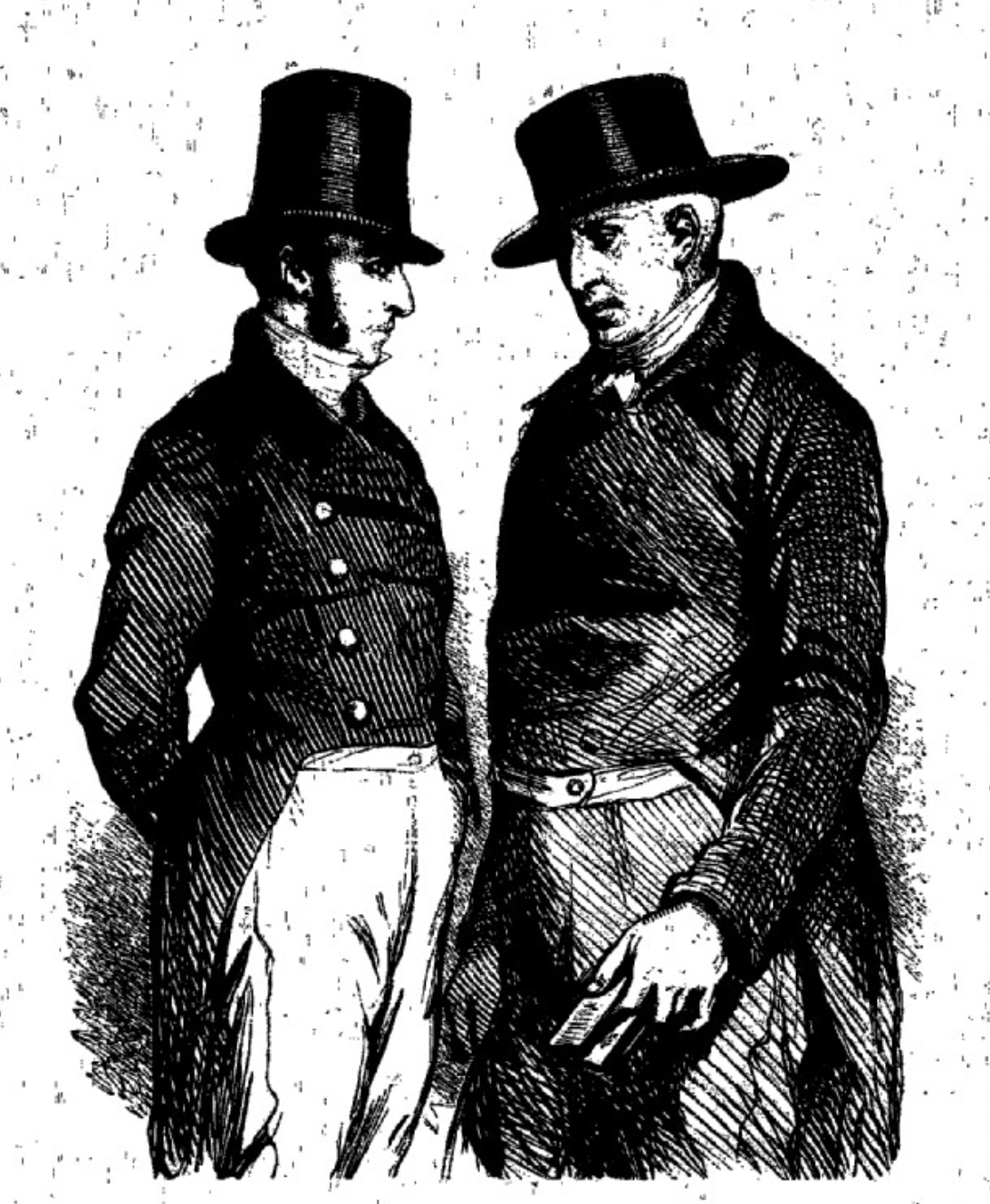
Desplein expliquant à Bianchon, tel que représenté dans une édition des œuvres de Balzac de 1852.

Desplein ne cache nullement son passé et se confie alors à son élève. Ainsi commence le récit principal.
Desplein a été lui aussi dans la misère, il a survécu difficilement dans le lieu que Bianchon a fréquenté : la maison de la rue des Quatre-Vents, c'est-à-dire le « bocal aux grands hommes » où Daniel d'Arthez a lui-même séjourné et qui deviendra, dans La Comédie humaine, le Cénacle. Alors qu’il mourait de faim, le chirurgien a trouvé aide et secours en la personne d’un homme aussi pauvre que lui : un porteur d’eau auvergnat, nommé Bourgeat, qui lui a fourni aide et nourriture. Le vieil homme a recueilli l’étudiant (alors promis à un brillant avenir), lui tenant lieu de père, et il a eu la joie d’assister aux premiers succès de son protégé.
Bourgeat tomba malade quelque temps plus tard, mais Desplein put le guérir ; cependant, l'année suivante, Bourgeat contracta la même maladie et, cette fois, y succomba. Sur son lit de mort, Desplein à ses côtés, il avait prononcé quelques mots, exprimant pour la plupart des espoirs religieux, dont, bien sûr, l'humble souhait d'aller au paradis. Desplein, ayant perdu probablement son ami le plus proche, avait dédié sa thèse à Bourgeat, et payé les messes saisonnières chaque année, récitant les prières souhaitées au nom de Bourgeat ; Desplein a affirmé que les prières étaient « tout ce qu'un homme qui a [les] opinions [de Desplein] peut se permettre ». Quoi que soit le nombre de fois que Desplein répéta les prières, il jura qu'« il donnerait sa fortune pour que la croyance de Bourgeat pût lui entrer dans la cervelle ».
Suivent les dernières lignes : « Bianchon, qui soigna Desplein dans sa dernière maladie, n'ose pas affirmer aujourd'hui que l'illustre chirurgien soit mort athée. Les croyants n'aimeront-ils pas à penser que l'humble Auvergnat était venu lui ouvrir la porte du ciel, comme il lui ouvrit jadis les portes du temple terrestre au fronton duquel se lit : aux grands hommes la patrie reconnaissante ».